# Gran Premi de Bèlgica del 1955
Resultats del Gran Premi de Bèlgica de Fórmula 1 disputat la temporada de 1955 al circuit de Spa Francorchamps el 5 de juny del 1955.

## Resultats
| Pos   | No | Pilot               | Equip    | Voltes | Temps/ Retirada | Pos. de sortida | Punts |
| ----- | -- | ------------------- | -------- | ------ | --------------- | --------------- | ----- |
| 1     | 10 | Juan Manuel Fangio  | Mercedes | 36     | 2h 39' 29. 0    | 2               | 9     |
| 2     | 14 | Stirling Moss       | Mercedes | 36     | + 8.1 s         | 3               | 6     |
| 3     | 2  | Nino Farina         | Ferrari  | 36     | + 1' 40. 5 min. | 4               | 4     |
| 4     | 6  | Paul Frère          | Ferrari  | 36     | + 3' 25. 5 min. | 8               | 3     |
| 5     | 24 | Roberto Mieres      | Maserati | 35     | + 1 Volta       | 13              | 1     |
| Comp. | 24 | Jean Behra          | Maserati | 35     | + 1 Volta       | 13              | 1     |
| 6     | 4  | Maurice Trintignant | Ferrari  | 35     | + 1 Volta       | 10              |       |
| 7     | 22 | Luigi Musso         | Maserati | 34     | + 2 Voltes      | 7               |       |
| 8     | 26 | Cesare Perdisa      | Maserati | 33     | + 3 Voltes      | 11              |       |
| 9     | 28 | Louis Rosier        | Maserati | 33     | + 3 Voltes      | 12              |       |
| Ret   | 12 | Karl Kling          | Mercedes | 21     | Pèrdua d'oli    | 6               |       |
| Ret   | 30 | Eugenio Castellotti | Lancia   | 16     | Caixa canvi     | 1               |       |
| Ret   | 40 | Mike Hawthorn       | Vanwall  | 8      | Caixa canvi     | 9               |       |
| Ret   | 20 | Jean Behra          | Maserati | 3      | Virolla         | 5               |       |
| NVS   | 38 | Johnny Claes        | Maserati |        | Motor           |                 |       |
| NVS   | 48 | Piero Taruffi       | Ferrari  |        |                 |                 |       |
| NVS   | 4  | Harry Schell        | Ferrari  |        |                 |                 |       |

## Altres
- Pole: Eugenio Castellotti 4' 18. 1

- Volta ràpida: Juan Manuel Fangio 4' 20. 6 (a la volta 18)

- Cotxe compartit: Car #24: Roberto Mieres (10 Voltes) i Jean Behra (25 Voltes).